# Philipp von Burgund (Admiral)

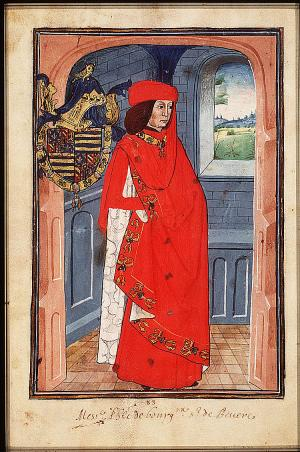
Philipp von Burgund-Beveren im Statutenbuch des Ordens vom Goldenen Vlies in Den Haag, Königliche Bibliothek, KB 76 E 10, folio 80r

Philipp von Burgund (* um 1450; † 4. Juli 1498 in Brügge), Herr von Beveren, war ein Sohn von Anton von Burgund, der wiederum ein unehelicher Sohn von Herzog Philipp dem Guten war.
1478 wurde er zum Ritter des Ordens vom Goldenen Vlies ernannt. Durch seine Ehe mit Anna von Borsselen, der Tochter von Wolfhart VI. von Borsselen (der Ehevertrag stammt vom 4. März 1485), erwarb er die seeländische Machtbasis des Hauses Borsselen: Zandenburg, Veere, Vlissingen, Brouwershaven, Westkapelle und Duyvelandt. Am 31. Mai 1486 legte er den Eid als Herr von Veere ab, nachdem sein Schwiegervater wenige Tage zuvor, am 29. April 1486 gestorben war. 1491 folgte er Cornelis van Bergen als Admiral der Niederlande.
Philipp und Anna hatten vier Kinder:
- Charlotte, † vor 30. November 1509; ⚭ (Ehevertrag 4. März 1499) Jost I. Herr zu Kruiningen etc. Burggraf von Seeland, kaiserlicher Rat und Kämmerer, † 7. April 1543 (Haus Kruiningen)
- Adolf, * 1489 in Zandenburg, † 7. Dezember 1540 in Beveren, 1498 Herr zu Beveren, Comte de La Roche, Herr zu Veere, Vlissingen, Brouwershaven, Tournehem, Crèvecœur, Arleux, Westkapelle, Duyvelandt, Rumilly, Saint-Souplet und Chocques, Châtelain de Cambrai, Vicomte d’Aire, kaiserlicher Rat und Kämmerer, Admiral, Groß-Bailli von Hennegau, Ritter des Ordens vom Goldenen Vlies;
⚭ 18. Juni 1509 Anne de Glymes-de-Brabant, * 16. September 1492, † 15. Februar 1541, Tochter von Johann III. von Glymes, Herr von Bergen op Zoom etc., Ritter des Ordens vom Goldenen Vlies (Haus Glymes)
- Anna, † 1512;
⚭ I 1504 Johann de Glymes-de-Brabant, Seigneur de Walhain, † 10. Januar 1514
- Marguerite, † 1522, Dame de Hénin-Liétard, de La Hamaide et de La Fosse;
⚭ 8. Mai 1490 Jacques Malet, Ritter, Seigneur de Coupigny, de La Flotte etc. † Juni 1507